# سیارک ۹۰۵۴
سیارک ۹۰۵۴ (به انگلیسی: 9054 Hippocastanum، نامگذاری:1991YO) نه هزار و پنجاه و چهارمین سیارک کشف شده‌است که در ۳۰ دسامبر ۱۹۹۱ کشف شد.
قدر مطلق سیارک برابر ۱۳٫۳۰ است.